# トライデニス
トライデニス（リトアニア語: Traidenis、1220年頃 - 1282年）は、リトアニア大公（在位：1270年頃 - 1282年）で、ドイツ騎士団やハールィチ・ヴォルィーニ大公国に対する不屈の闘争を行った。敵側からは猛獣という綽名を得ている。リトアニア大公国の国境線を著しく拡大させたが、送り込まれた暗殺者によって非業の死を遂げた。

## 出自
トライデニスの出自は正確には知られていない。2、3番目に編集された『ベラルーシ＝リトアニア年代記』の伝説によるとトライデニスはロマナスの息子で、ナリマンタス、ダウマンタス、オルシャン、ギエドリウスの兄がいた。ドヴォルニチェンコはトライデニスをゲディミナス朝以前のスキルマンタスの息子だと見做している。

## 生涯

### 1270年以前
この時期のトライデニスに関しては余りにも少ない。恐らくはミンダウカス統治下の時代には未だハールィチ・ヴォルィーニ大公国との戦闘に参加しており、年代記もまた、この時の戦闘でトライデニスの兄が戦死したと言及している。1268年以降は父が年老いたことから、その代官であった可能性がある。

### 大公の地位
1270年にリトアニア大公の地位についたトライデニスは、分離しようと試みたナヴァフルダク、ガラドク 、ポラツクの諸侯国と戦うことで積極的な内外政策を行った。ナリシアの公であったポリュスとスクシェがトライデニスのもとから逃れてドイツ騎士団のもとに亡命したことは知られている。対外政策の最初の段階は、国境線を広げると同時にドイツ騎士団やハールィチ・ヴォルィーニ大公国から公国を守ることを努めることに確定付けた。1273年にトライデニスはスドヴィア出身のヨトヴィングの公であるコマンタスによる、恐らくはノヴゴロド公国あるいはゴロデッツ公国が統治していたであろうヘウムノに対する遠征軍を援助した。ドイツ騎士団の抑圧下に置かれていたヨトヴィング人と プロイセン人の一部はリトアニアに逃亡した。 トライデニスの時代にスロニムのプロイセン人の数が増えたことは知られている。
1274年にトライデニスはハールィチ・ヴォルィーニ大公レーヴ・ダヌィーロヴィチに属していたドロヒチンにドルジーナ（親兵）を派遣した。都市は占領されて親兵は「住民を多かれ少なかれ殺害した」。この時からトライデニスとレーフは「自ら互いに贈り物を送ることで最大限の友好関係を築いた」。これが真実か否か、そしてこのようなトライデニスの行動をどう説明できるのかが分からない。1275年にレーフは「タタールのモンケ・テムルにリトアニアに対する援助を乞う」ことでドロヒチン占領の報復をしようとした。モンケ・テムルはレーヴのもとにヤグルチンを司令官とする軍を送り、ブリャンスク公ロマン、スモレンスク公グレプ、トゥーロフ及びピンスクの諸侯はリトアニアへの遠征軍の配下に入ることを余儀なくされた。しかしながら、遠征軍は意見の不一致が起きたことからナヴァフルダク周辺に到達しただけで リトアニアを去った。
1277年にトライデニスはディナブルグ（現在のダウガフピルスの領域）を包囲して同都市を征服するために4つの巨大な攻城等とバリスタを使用した。軍勢にはルーシ人、恐らくはポラツク人の弓兵部隊を含んでいた、何故ならばノヴゴロドの白樺文書はポラツクに集中した軍勢について伝えているからである。包囲は4週間続いたが陥落しなかった。何故ならばこの時期ハールィチ＝タタールによるモシュニノからリトアニア国境への定期的な侵入が始まったからである。このハールィチ＝タタールの遠征軍は参加者の意見の不一致から失敗に終わった。
1278年の終わりにトライデニスは兄弟で自身の代官であったシルプティスを軍隊を付けて、マゾフシェ、ポーランド東部と戦っているヨトヴィング人のもとに援軍として派遣し、軍勢はルブリン一帯 まで達した。マゾフシェの殆どが災害を蒙った。マゾフシェ公はドイツ騎士団との関係を絶ったことによりトライデニスとの和平を請うた。

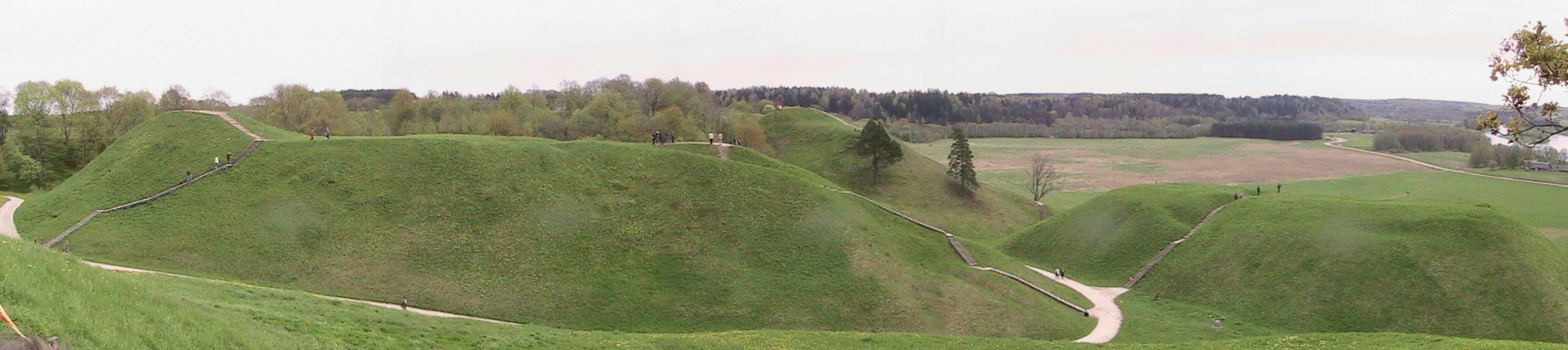
ケルナヴェの高地の要塞跡。

だが同年末にはリヴォニア騎士団がリトアニアの奥まで攻め入り、1279年1月にケルナヴェを包囲した。騎士団の年代記はケルナヴェのことを“トライデニスの土地の都市”ないしは“トライデニスの都市”と述べていることから何人かの研究者は、当時ケルナヴァはリトアニア大公国の首都であったか、トライデニスが大公として君臨する都市として統治していたと見做している。しかしこの考えは根拠が唯一且つ情報が曖昧であることから正確ではあるまい。面白いことに、現在におけるケルナヴェの12世紀の層の考古学の発掘によると今のところスラヴ人ないしキリスト教徒による人為構造があるだけである。
ケルナヴェの包囲は遅延し、2月にはリヴォニア騎士団は同都市の周囲を荒らしてリヴォニアに引き揚げた。トライデニスは軍勢を召集してリヴォニア騎士団を追跡し、1279年3月5日にアイズクラウクレで追い付いた。戦闘が始まった時にはリヴォニア騎士団の一部は後退し始めていた。当初はどちらかが優勢というわけではなかったが、ある瞬間にリトアニア軍は逃亡する素振りを見せた。リヴォニア騎士団の一部、即ちデンマーク人部隊は“敗走軍”を追撃し始めたが追い付くことが出来ずに自軍に戻ることに決めた。デンマーク人部隊が戦場に戻った時には残されたリヴォニア騎士団は叩きのめされていた。デンマーク人部隊自体も罠にはまり、その大部分が殲滅された。この戦いでリヴォニア騎士団の総長と71人の団員が討ち取られ、生き延びた騎士や命を免れた戦士はいなかった。
アイズクラウクレの勝利は同年のマゾフシェとの和平及び同盟を確固たるものにした。マゾフシェ公ボレスワフ2世はトライデニスの娘であるガウデムンダと結婚した。新たな同盟はドイツ騎士団及びポーランドに矛先を向けた。マチエイ・ストリコフスキイは、この年までにトライデニスとマゾフシェの二重の婚姻がなされたと見做している。 
1280年にトライデニスは最終的にアウクシュタイティヤを併合した。
1281年にトライデニスはエリスカ地区を掌握してダウガフスピルをリヴォニアから孤立させて、エリスカと引き換えにダウガフスピルをリヴォニア騎士団から割譲させた。

## 死
1282年にトライデニスはストゥマンダスとギルドゼラという2人の傭兵に殺害され、両人はその後にドイツ騎士団領に逃げた。2人は、ナリシア公の1人でリトアニアを追われてカトリックを受け入れてドイツ騎士団による対リトアニア戦に参加したポリュスによって密かに送り込まれた憶測がある。
他方、その他の歴史上の資料（『リトアニア＝ジェマイティア年代記』や『ブィホヴィエツ年代記』）によるとトライデニスは自身の兄弟で後にリトアニア大公となったダウマンタスが派遣した6人の刺客によって殺された。その後にダウマンタスはトライデニスの息子であるリマンタスないしラビリシェムによって殺害された。

## 家族
兄弟
- バルディス、リエシス、シュヴァルケニスは東方正教会の信仰を受け入れてハールィチ・ヴォルィーニ大公国との戦いで死んだ。
- シルプティスはトライデニスの軍事遠征を助けた。

娘
- ガウデムンダ、マゾフシェ公ボレスワフ2世と結婚してマゾフシェ公妃となる。